# Mitenka

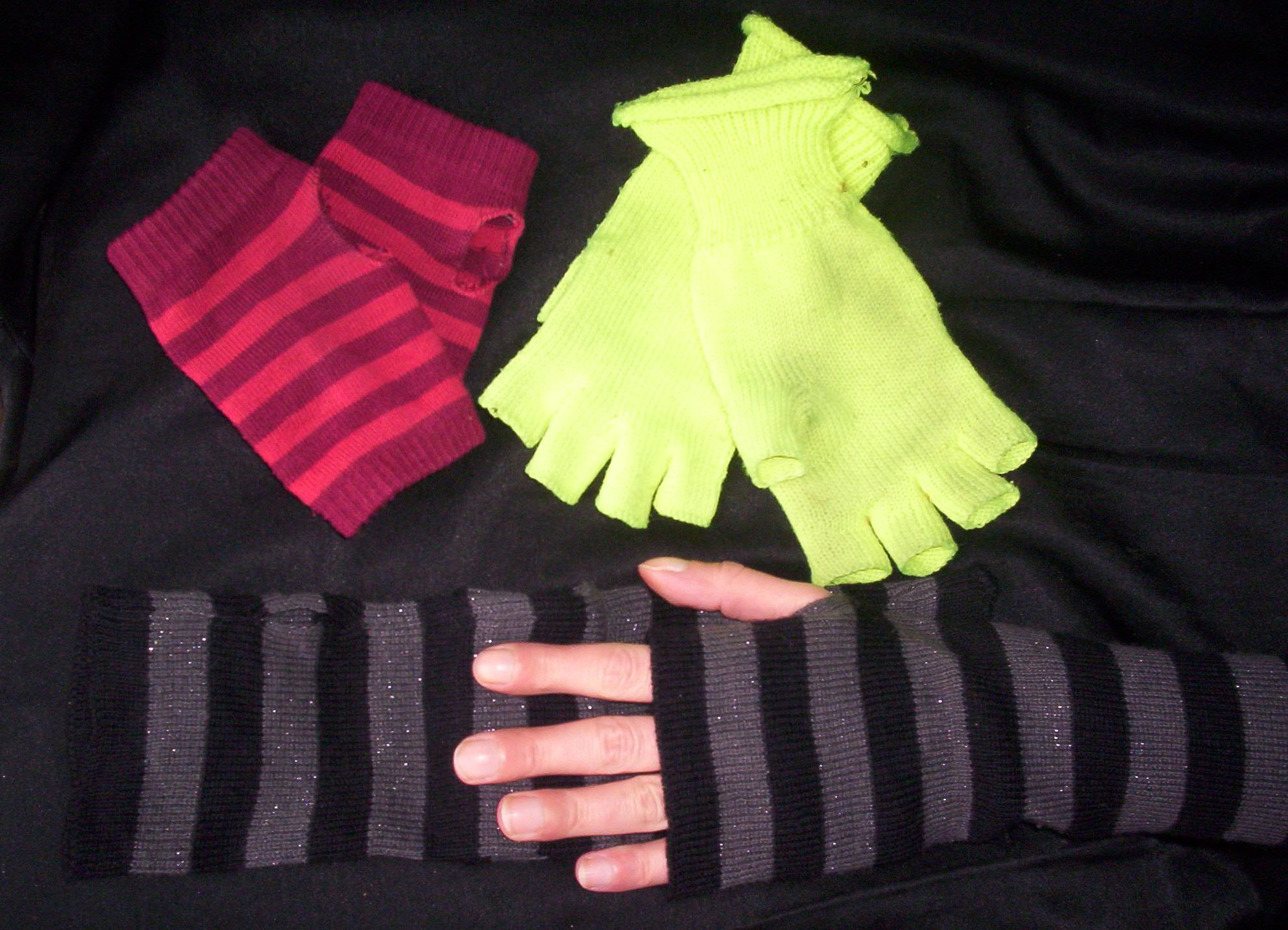
Współczesne mitenki

Mitenka lub mitynka (od starofranc. mite – rękawiczka) – rękawiczka bez palców lub okrywająca palce tylko w połowie. Mitenki noszono od XVIII wieku jako dodatek do eleganckiego stroju, popularne także w XIX i XX w. Początkowo bardzo zdobne, z jedwabiu lub koronki, mogły być długie lub krótkie.